# 빈 공방전
'1529년 빈 공방전은 오스만 제국이 오스트리아 대공국의 빈 도시를 점령하려는 첫 번째 시도였다. 빈은 신성 로마 제국의 일부였으며, 오스만의 술탄인 쉴레이만 1세(위대한 쉴레이만)가 10만 명 이상의 군대를 이끌고 도시를 공격한 반면, 방어군은 니클라스 그라프 살름이 이끌며 2만 1천 명을 넘지 않았다. 그럼에도 불구하고 빈은 공방전을 버텨냈으며, 이 공방전은 1529년 9월 27일부터 10월 15일까지 약 2주 동안 지속되었다.
이 공방전은 1526년 모하치 전투 이후 발생했으며, 그 전투는 헝가리의 왕 러요시 2세의 죽음과 함께 왕국이 내전으로 치닫는 결과를 낳았다. 러요시의 사망 후, 헝가리 내 경쟁하는 파벌들은 후계자로 오스트리아의 페르디난트 대공과 서포여이 야노시를 각각 선택했다. 페르디난트가 서부 헝가리와 부다를 포함한 지역을 장악하기 시작하자 야노시는 결국 오스만 제국에 도움을 요청했고, 오스만 제국의 봉신이 되었다.
오스만 제국의 빈 공격은 오스만 제국이 개입한 헝가리 내전의 일부였으며, 단기적으로는 자폴랴의 지위를 확보하는 것을 목표로 했다. 역사가들은 오스만 제국의 장기적인 목표에 대해 다양한 해석을 내놓고 있으며, 빈을 이 원정의 즉각적인 목표로 삼은 이유에 대해 논쟁 중이다. 일부 현대 역사가들은 쉴레이만의 주요 목적이 헝가리 전역, 특히 합스부르크 가문이 여전히 통제하고 있던 서부 헝가리(왕령 헝가리)까지 오스만 제국의 지배하에 두는 것이었다고 제안한다. 또한, 일부 학자들은 쉴레이만이 헝가리를 유럽 침략을 위한 전진 기지로 사용하려 했다고 본다.

## 배경
1526년 8월 오스만 제국의 술탄 쉴레이만 1세는 러요시 2세의 군대를 모하치 전투에서 격파한다. 이 전투의 결과로 오스만 제국은 남부 헝가리 지역을 장악하고 이 와중에 신성로마제국 황제 카를 5세의 동생 오스트리아 대공 합스부르크의 페르디난트 1세는 전사한 러요시 2세가 후사가 없어 비어버린 헝가리의 왕위가 자신의 아내 안나 자겔로니카에게 이어진다고 선언하였다. 그러나 페르디난트의 선언은 오직 헝가리의 서부에서만 받아들여졌다. 헝가리의 북동부, 트란실바니아에 거점을 두고 있던 귀족 야노시 자포여(János Zápolya)는 왕권을 주장하며 페르디난트에게 도전하였고, 오스만의 속국이 되는 대가로 쉴레이만에게 헝가리의 왕으로 인정받았다. 10월 26일 포조니에서 열린 헝가리 의회에 의해, 페르디난트는 그의 여동생이 러요시 왕의 아내이고, 그가 러요시 왕의 여동생과 결혼했기 때문에 헝가리의 왕으로 선언되었다. 페르디난트는 이에 따라 헝가리에서의 자신의 권한을 강화하기 위해 부다를 점령한다. 이러한 페르디난트의 세력 확대는 1529년까지 짧게 이어지는데, 이는 오스만 투르크가 서서히 반격을 시작하여 페르디난트가 1527년과 1528년의 전역에서 획득한 것들을 무로 돌려버렸기 때문이다.

## 오스만 군
1529년 봄, 쉴레이만 대제는 헝가리에 대한 지배권을 확보하고, 페르디난트와 신성로마제국과 페르디난트의 위협에 고생하는 자신의 속국들을 안정화시키기 위해 오스만령 불가리아에 대군을 집결시킨다. 많은 역사가들은 쉴레이만 대제의 군세를 120,000에서 혹은 300,000명을 넘는 수치 정도로 평가한다. 오스만 군에는 경기병으로 구성된 시파히 부대와 정예 보병대인 예니체리 뿐만 아니라 몰다비아와 세르비아의 군대도 포함되어 있었다. 쉴레이만 대제는 최고사령관으로서 행동했다. 4월, 쉴레이만 대제는 전에 그리스계 노예였으며 술탄의 이름으로 명령을 내릴 수 있는 지휘권을 지닌 세라스커였던 이브라힘 파샤를 대 와지르로 임명했다.
쉴레이만 대제는 1529년 5월 10일 전역을 시작하고, 시작부터 장애물에 맞부딪혔다. 남동부 유럽의 특징이라 할 수 있는 해마다 심하게 내리는 봄비가 불가리아에 홍수를 불러왔고, 진격로 일부를 못 쓰게 만들었다. 많은 공성포들이 가망이 없을 정도로 엉망이 되었고, 결국 뒤에 두고 올 수밖에 없었다. 그리고 낙타들도 많은 수를 잃었다.
쉴레이만 대제는 8월 6일 모하치 평원에 있는 오시예크에 도착했다. 쉴레이만 대제는 여기서 그에게 충성을 바치는 야노시 자포여가 지휘하는 상당수의 기병대를 만났다. 이들은 9월 8일 함락된 부다를 포함하여, 모하치 전투 이후 오스만 제국이 오스트리아에게 상실한 요새들을 되찾는 데 도움을 주었었다. 오직 포조니만이 저항을 계속하였는데, 이에 오스만 함대가 도나우강을 항해하여 포조니를 포격하였다.

## 방어준비
오스만 군이 다가오자, 빈 내부는 방어를 준비하고, 9월 초 부다의 수비병들이 몰살당했다는 소식을 듣고, 이들의 방어의지는 더욱 굳세졌다. 페르디난트 1세는 안전한 합스부르크령 보헤미아에 머물며 그의 형인 황제 카를 5세에게 지원을 요청하였다. 카를 5세는 이탈리아에서 코냑동맹전쟁(1526~1530)을 진행 중이였기에 약간의 스페인 보병대를 보낼 수 밖에 없었다.

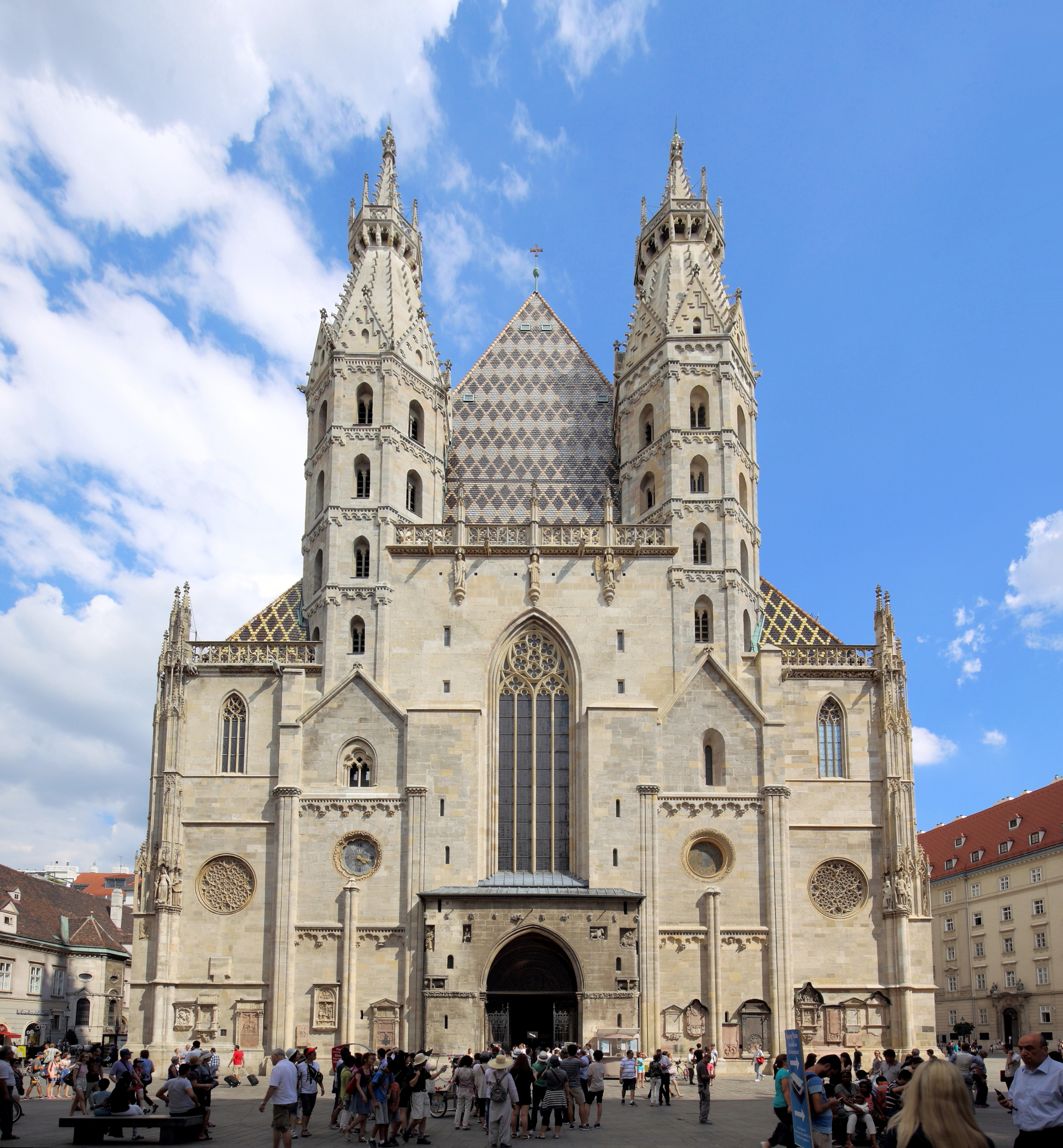
빈의 성 스테판 대성당

이 때 유능한 오스트리아의 원수 빌헬름 폰 로겐도르프(Wilhelm von Roggendorf)는 1525년의 파비아 전투에서 이름을 떨친 70세된 독일 용병 니클라스 그라프 살름(Niklas Graf Salm)를 신뢰하여 그에게 수비병의 지휘임무를 맡겼다. 살름은 독일 란츠크네히트(Landsknechte)의 용병 창병과 스페인 머스킷 총병을 포함한 지원군의 사령관으로 빈에 도착했으며, 그가 사령부를 설치한 곳 근처에 있는 성 스테판 대성당을 둘러싼 300년된 성벽을 보강하는 데 착수했다. 도시가 오랜 기간에 걸친 공성을 견딜 수 있게 하기 위해 그는 도시의 4개의 성문을 폐쇄하고 어떤 곳도 6피트의 두께를 넘는 곳이 없는 성벽을 보강하였다. 그리고 동쪽에 요새를 건축하고, 성내의 동부에 누벽을 세워 필요한 곳의 건물을 강화하였다.

## 공성전

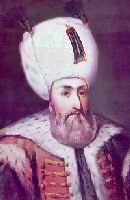
술탄 쉴레이만 1세

오스만 군은 9월 말에 도착하였는데, 오스트리아 영토를 오랫동안 행군한데다가 중장비와 낙타의 일부를 놓고와서 많이 약화되어 있었다. 빈에 도착한 대다수의 오스만군은 긴 행군과 그 과정에 따른 전투들로 인하여 물자가 부족하여 건강상 다들 안 좋은 상황에 놓여있었고, 경기병대인 시파히들은 애초에 공성전을 하기에 적절하지 않았다. 쉴레이만 대제는 도시를 항복시키기 위해 잘 차려입은 오스트리아인 포로 3명을 사자로 파견했다. 살름은 답변을 하지 않고 잘 차려입은 무슬림 세 명을 보냈다. 쉴레이만 대제의 포병은 성벽을 공격하기 시작했으나, 이는 오스트리아군의 방어 공사에 의해 결정적인 피해를 주지 못했다. 쉴레이만 대제의 궁병들도 비슷한 상황이었고, 잘해봐야 어느 정도 방해를 할 뿐이었다.
오스만 군이 자리를 잡았을 때, 오스트리아 수비병들은 그들이 공성용 참호와 땅굴을 파는 것을 방해하기 위해 출격했다. 이러한 와중에 한번은 이브라힘 파샤를 포로로 잡기 직전까지 갔었다. 방어군은 몇몇 갱구들을 발견하여 못쓰게 만들었다. 10월 6일, 그들은 8,000명의 병사들을 보내, 땅굴을 파던 오스만 군을 공격했고, 많은 땅굴들을 파괴하였으나 혼란이 일어나 그들이 도시로 퇴각하는 것을 방해하여, 심각한 피해를 입어야만 했다.

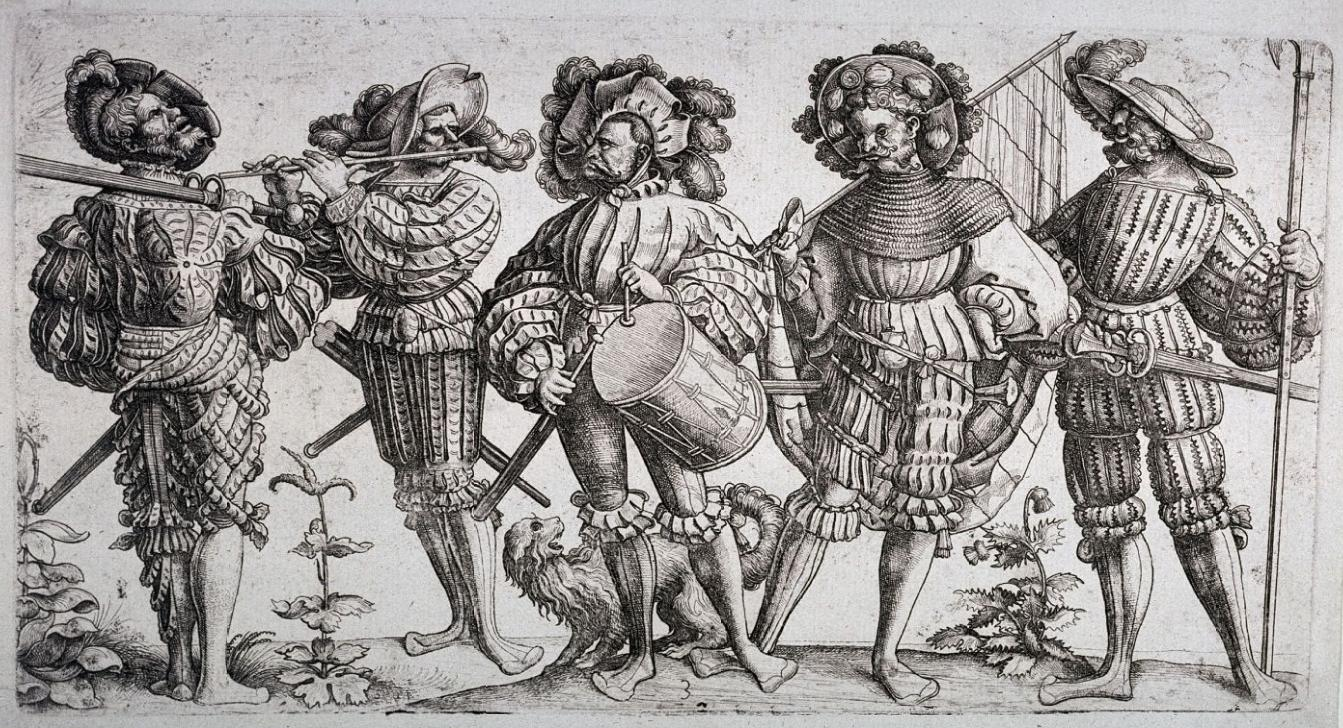
1530년 란츠크네히트

10월 11일 더 많은 비가 내려, 땅굴 전략은 실패했고, 오스만군의 빠른 승리를 위한 기회는 점차 줄어들어 갔다. 덧붙여 오스만 군의 말 사료와 부상자를 위한 물자들이 떨어져 가기 시작했다. 그리고 탈주는 오스만 군의 진영에 많은 피해를 주었다. 심지어는 정예병인 예니체리마저 그들의 보급 상태에 대해 불만의 목소리를 내기 시작했다. 이러한 사실들의 관점에서 쉴레이만 대제는 즉각적으로 퇴각하는 것 이외에 다른 방법이 없었다. 그는 10월 12일 회의를 열어 병사들에게 특별한 보상을 약속하고 마지막 공격을 개시하기로 결정했다. 그러나 돌격은 투르크군이 진입하는 것을 막는 데 유리한 아케부스와 긴 창의 방어자들에게 다시 한 번 격퇴 당했다. 10월 14일 밤 빈은 적진에서 오스만군이 떠나기에 앞서 그들의 포로를 죽이는 비명소리를 들었다. 일부 방어자들은 기적적으로 그들을 구출하는 방법은 항복하는 것밖에 없다고 예상하였다.
갑작스러운 폭설이 오스만 군의 퇴각을 무질서하게 만들고, 이로 인해 오스만 군은 많은 물자와 대포를 잃었다. 그들의 함대는 다시 한 번 포조니를 공격하고, 오스만 군은 빈 공격보다는 퇴각하는 와중에 벌어진 소규모 교전들로 인해 더 많은 군대를 잃었다.

## 영향

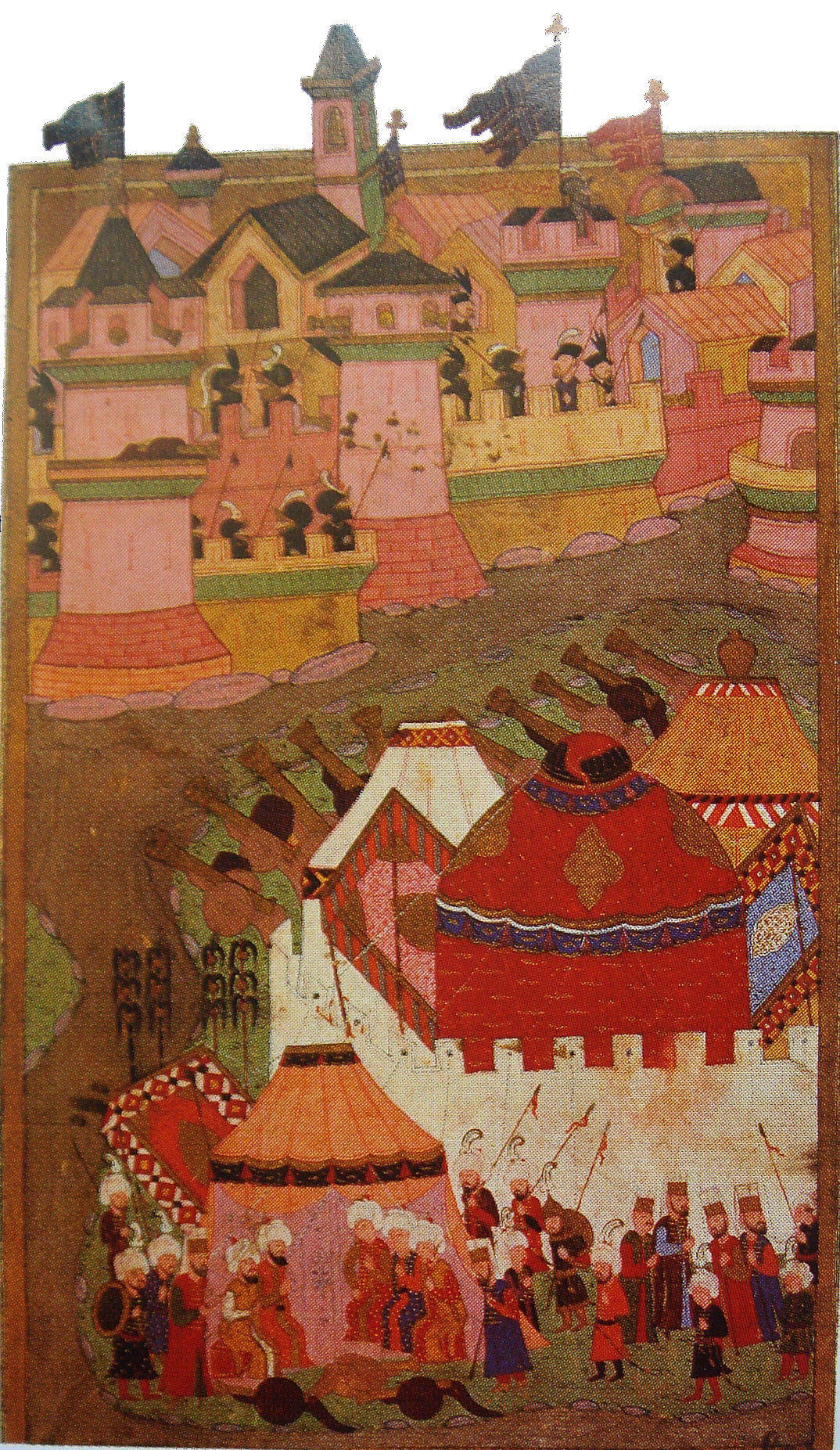
빈 공방전의 오스만 군대. 당대 오스만에서 묘사한 것이다.

일부 역사가들은 쉴레이만 대제가 1526년 부다에서 사용한 전술인 마지막 총공격이 도시를 점령하기 위한 방법으로는 좋지 않았으며, 오히려 더 많은 피해를 불러와 이후에 수행된 공격을 약화시켰다고 말한다. 쉴레이만 대제는 1532년 다시 공략에 나섰지만, 그는 서부 헝가리의 요새 쾨세그에서 시간을 너무 끌어 겨울이 다가왔다. 그리고 이제 빈의 중요성을 깨달은 카를 5세는 80,000명의 군대를 조직하여 보냈다. 그래서 성을 공략하는 대신 투르크 군은 퇴각하여, 스티리아를 약탈해 황폐하게 만들었다. 두 번의 전역은 빈이 오스만의 병참이 가능한 한계선에 위치해 있다는 것을 보여 주었다. 오스만 군은 그들의 영토를 감시하고, 다음 해의 원정을 준비하기 위해 콘스탄티노폴리스에서 겨울을 지낼 필요가 있었다. 쉴레이만 대제의 퇴각은 완벽한 실패는 아니었다. 전역은 오스만의 남부 헝가리에 대한 지배권을 공고히 하고, 합스부르크령 헝가리와 오스트리아 본토를 충분히 황폐화시켜, 반격을 기도하는 페르디난트의 세력을 약화시킬 수 있었다. 쉴레이만의 성취는 1526년에 얻은 것들을 정리하고, 신성로마제국에 대한 완충지로서 야노시 자포여의 괴뢰 왕국을 세운것을 들 수 있다. 그러나 오스만의 공격과 빈 공방전은 양측에게 막대한 피해를 부과하였다. 오스트리아 측은 몇만이나 되는 병사들과 시민들이 죽었고, 수천의 사람들이 노예가 되었다. 오스만 측을 보면, 중부 유럽에 대한 오스만의 팽창이 저지되고, 거의 이론의 여지가 없이 르네상스 세계의 초강대국으로서의 위치가 약화되기 시작되었다. "1529년 니클라스 살름 휘하의 용감한 수비병에 의한 빈의 구출"은 역사가 롤프 아돌프 칸이 서술하였다. "다섯 세대가 지난후에 무엇보다도 신성 로마 제국군과 폴란드군으로 구성된 더 많은 군세의 활약으로 빈의 포위가 풀린 것보다는 덜 극적일지 몰라도 더 위대한 승리이다."
페르디난트 1세는 빈의 방어자로서 감사의 마음을 표시하기 위해 니클라스 그라프 살름을 기념하는 동상을 세웠다. 니클라스 그라프 살름은 1530년 5월 4일 오스만군의 최후의 돌격 와중에 부상을 입어 사망하였다. 르네상스 양식의 석관은 오늘날 빈의 포티프키르헤 세례당에 안치되어 있다. 페르디난트의 아들 막시말리안 2세는 후에 쉴레이만 대제가 막사를 세운 장소라고 알려진 곳에 뉴게바에드 궁전을 세웠다.

## 같이 보기
같은 의미를 가진 역사적 전투가 있다.
- 투르-푸아티에 전투

## 관계 서적 목록
- Chirot, Daniel, The Origins of Backwardness in Eastern Europe, 1980, ISBN 0-52-200762-0 {{isbn}}의 변수 오류: 유효하지 않은 ISBN.
- Duffy, Christopher, Siege Warfare: Fortresses in the Early Modern World 1494-1660, Routledge, 1996, 0-14-514649-6
- Dupuy, Trevor.N., Curt Johnson, and David.L.Bongard, The Encyclopedia of Military Biography, I.B.Tauris & Co. Ltd., 1992, ISBN 1-85043-569-3
- Fisher, Sydney Nettleton, The Middle East: A History, Knopf, 1979 3rd ed, ISBN 0-394-32098-0
- Kann, Robert Adolf, A History of the Habsburg Empire: 1526-1918, University of California Press, 1980, ISBN 0-520-04206-9
- Keegan, John, and Andrew Wheatcroft, Who's Who in Military History: From 1453 to the Present Day, Routledge (UK), 1996, ISBN 0-415-12722-X
- Louthan, Howard, The Quest for Compromise: Peacemakers in Counter-Reformation Vienna, 1997, Cambridge University Press, ISBN 0-521-58082-X
- Lyber, Albert Howe, The Government of the Ottoman Empire in the Time of Suleiman the Magnificent, Harvard University Press, 1913
- Murphey, Rhoads, Ottoman Warfare 1500-1700, Rutgers University Press, 1999, ISBN 0-8135-2685-X
- Riley-Smith, Jonathan, The Oxford History of the Crusades, Oxford University Press, ISBN 0-19-280312-3
- Shaw, Stanford Jay, and Ezel Kural Shaw, History of the Ottoman Empire and Modern Turkey, Cambridge University Press, 1977, ISBN 0-521-29163-1
- Sicker, Martin, The Islamic World in Decline: from the Treaty of Karlowitz to the Disintegration of the Ottoman Empire, Praeger/Greenwood, 2000, ISBN 0-275-96891-X
- Spielman, John Philip, The City and the Crown: Vienna and the Imperial Court, Purdue University Press, 1993, ISBN 1-55753-021-1
- Toynbee, Arnold, A Study of History, Oxford University Press, 1987 edition, ISBN 0-19-505080-0
- Turnbull, Stephen, The Ottoman Empire: 1326-1699, Osprey Publishing, 2003, ISBN 1-84176-569-4
- Tracy, James. D., Europe's Reformations: 1450-1650, Rowman and Littlefield, 2006, ISBN 0-7425-3789-7
- Walton, Mark.W., George.F.Nafziger, and Laurent.W.Mbanda, Islam at War: A History, Praeger/Greenwood, 2003, ISBN 0-275-98101-0